# Nawaandordschiin Dschadambaa
Nawaandordschiin Dschadambaa (mongolisch Наваандоржийн Жадамбаа, ᠨᠠᠸᠠᠩᠳᠣᠷᠵᠢ ᠶᠢᠨ ᠵᠠᠳᠠᠮᠪᠠ ᠪᠠᠨ; * 1900; † 1939) war das erste Staatsoberhaupt der Mongolischen Volksrepublik. Seine Amtszeit betrug nur einen Tag, vom 28. bis zum 29. November 1924. 
Nach dem Tod des Bogd Khan, im Mai 1924, war in der Äußeren Mongolei der Weg für grundlegende Umgestaltungen frei. Am 13. Juli 1924 wurde das Land als erster sowjetischer Satellitenstaat dieser Art zur „Volksrepublik“ erklärt und erhielt am 26. November 1924 eine Verfassung.
Am 28. November 1924 erfolgte seine Ernennung zum Vorsitzenden des Großen Staats-Chural. Seine Absetzung erfolgte gleich einen Tag später; die UdSSR setzte damit Peldschidiin Genden als Staatsoberhaupt durch. 
Nawaandordschiin Dschadambaa wurde ein Opfer des stalinistischen Terrors in der Mongolei; er starb 1939 in einem Gefängnis, das Datum und der Ort seines Todes sind unbekannt.